# باولو ماتشادو
باولو ريكاردو ريبيرو دي خيسوس ماتشادو (بالبرتغالية: Paulo Machado‏) (مواليد 31 مارس 1986 في بايرو دو كيركو - البرتغال) لاعب كرة قدم برتغالي يلعب حاليا لصالح نادي الدرجة الأولى نادي اولمبياكوس اليوناني منذ 2012 في مركز الوسط المحوري . .

## مسيرته الكروية
لعب باولو ماتشادو خلال مسيرته الاحترافية مع 11 ناديًا في ثمانية عشر موسمًا وسجل خلالها 35 هدفًا ضمن 394 مباراة. حيث فاز في أربعة مواسم بالكأس وفي أربعة مواسم بالدوري.
خاض باولو ماتشادو مسيرته مع FC Porto B ‏ في موسم 2003–04 ولمدة موسمين، مشاركًا في 21 مباراة سجل خلالها هدفًا واحدًا. ثم انتقل إلى نادي بورتو في موسم 2004–05 لمدة موسم واحد، حيث شارك في 4 مباريات ولم يسجل أي هدف. لينتقل بعدها إلى نادي إستريلا دا أمادورا في موسم 2005–06 لمدة موسم واحد، مشاركًا في 25 مباراة سجل خلالها هدفين. ثم انتقل إلى نادي أونياو ليريا في موسم 2006–07 لمدة موسم واحد، مشاركًا في 26 مباراة ولم يسجل أي هدف. هذا وانتقل لاحقًا إلى نادي ليتشويس في موسم 2007–08 لمدة موسم واحد، مشاركًا في 25 مباراة سجل خلالها هدفين. ثم انتقل بعدها إلى نادي سانت إتيان في موسم 2008–09 لمدة موسم واحد، مشاركًا في 35 مباراة سجل خلالها 3 أهداف. ليعود وينتقل من جديد، لكن هذه المرة إلى نادي تولوز في موسم 2009–10 واستمر معه طيلة ثلاثة مواسم، مشاركًا في 89 مباراة سجل خلالها 12 هدفًا. لينتقل بعدها إلى نادي أولمبياكوس في موسم 2012–13 ولمدة موسمين، مشاركًا في 45 مباراة سجل خلالها 5 أهداف. ثم لعب في نادي دينامو زغرب في موسم 2014–15 واستمر معه طيلة ثلاثة مواسم، مشاركًا في 74 مباراة سجل خلالها 3 أهداف. ليعود ويرتحل عنه إلى نادي ديبورتيفو داس أيفيس في موسم 2017–18 لمدة موسم واحد، مشاركًا في 23 مباراة سجل خلالها 4 أهداف. ثم انتقل إلى نادي مومباي سيتي في موسم 2018–19 ولمدة موسمين، مشاركًا في 27 مباراة سجل خلالها 3 أهداف.

## روابط خارجية
- باولو ماتشادو على موقع قاعدة بيانات كرة القدم.إي يو (الإنجليزية)
- باولو ماتشادو على موقع ليكيب (الفرنسية)
- باولو ماتشادو على موقع ناشيونال فوتبول تيمز (الإنجليزية)
- باولو ماتشادو على موقع Soccerway.com (الإنجليزية)
- باولو ماتشادو على موقع عالم كرة القدم.نت (الإنجليزية)
- باولو ماتشادو على موقع كووورة
- باولو ماتشادو على موقع AS.com (الإسبانية)